# 胶河县
胶河县，中国旧县名。
山东解放区设。1948年由胶县、高密、诸城三县相邻地区析置，治今山东省胶州市铺集镇。以胶河发源于本县境内而得名。1953年撤销，仍划归各县。 